# Drnovice u Lysic
Drnovice (deutsch Drnowitz) ist eine Gemeinde in Tschechien. Sie befindet sich neun Kilometer westlich von Boskovice und gehört zum Okres Blansko.

## Geographie

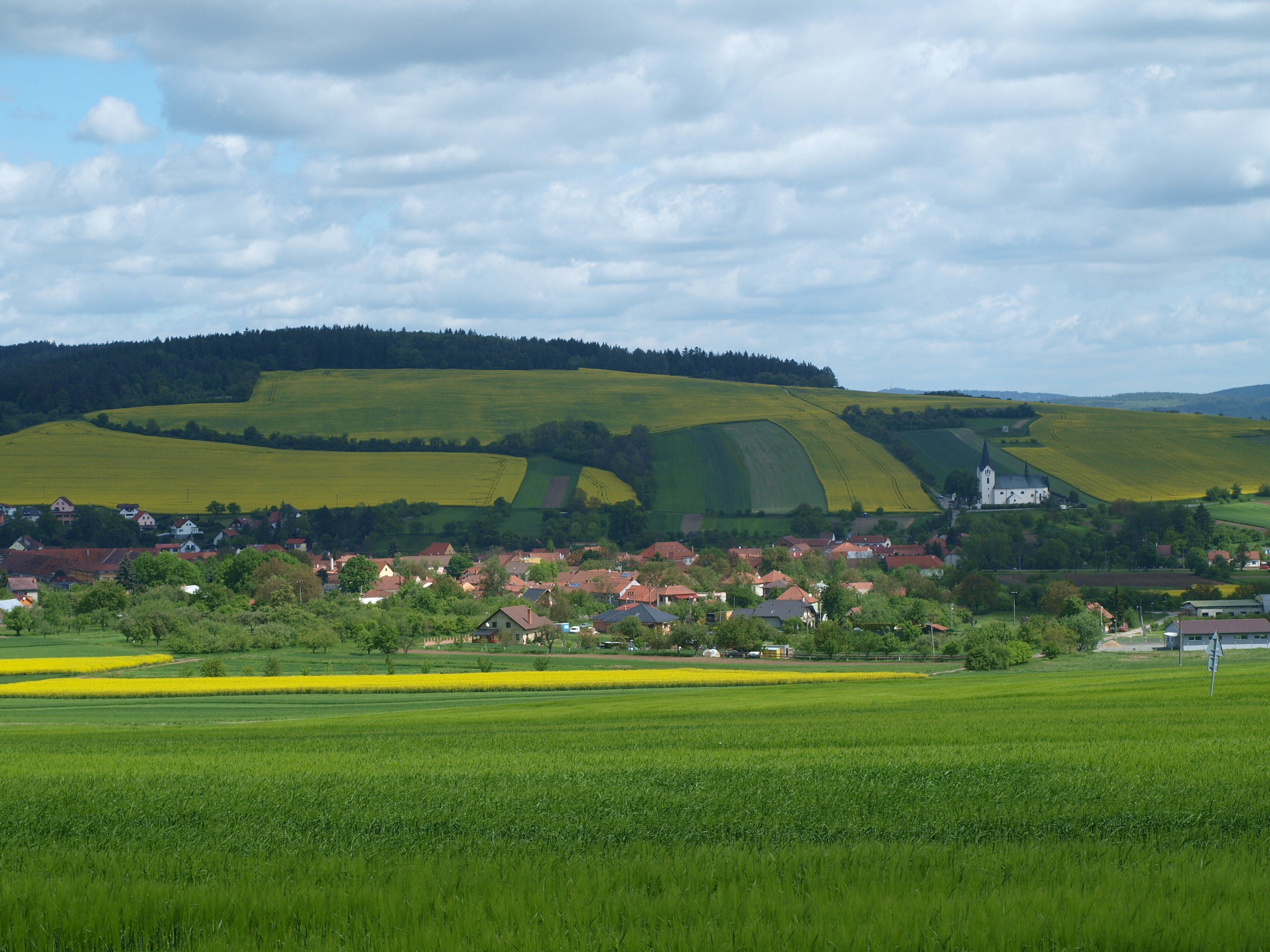
Ortsansicht

Drnovice befindet sich am östlichen Fuße der Nedvědická vrchovina im Blanenský prolom (Blanzer Becken). Das Dorf liegt in einem Tal an der Einmündung des Drnovický potok in den Úmoří. Nördlich liegt der Hügel Hůry (470 m), südlich der Hvozdec und nach Westen erheben sich der Bařiny und der Dubovice. Durch den Ort führt die Staatsstraße 376 von Bořitov nach Kunštát; drei Kilometer östlich führt die Trasse der Schnellstraße R 43/E461 vorbei. Östlich des Ortes befinden sich die Dämme der unvollendeten Reichsautobahn Wien-Breslau.
Nachbarorte sind Zbraslavec im Norden, Voděrady im Nordosten, Krhov im Osten, Lysice im Süden, Štěchov im Südwesten, Lhota u Lysic im Westen sowie Kunice im Nordwesten.

## Geschichte
Über das Alter des Ortes besteht keine genaue Klarheit. Das in der Schulchronik von 1881 genannte Jahr 1131 lässt sich nicht bestätigen, da es sich bei dem in einer Liste des Olmützer Bischofs Heinrich Zdik genannten Ort gleichermaßen auch um Drnovice bei Vyškov handeln kann. Ebenso lässt sich der 1252 in den Schriften des Saar erwähnte Nikolaus von Drnovicz nicht zuordnen. Die Angaben in der Schulchronik, wonach er ein Sohn des österreichischen Grafen Gerhard von Berneck und der jüngere Bruder des Gründers von Kunstadt und Begründers des Geschlechts von Kunstadt, Kuno von Berneck, gewesen sein soll, sind durch keine Quellen unterlegt. Somit muss davon ausgegangen werden, dass die älteste und eindeutige urkundliche Erwähnung von Drnovice aus dem Jahre 1353 stammt.
Besitzer des Ortes war die Familie von Drnovicz, die ihren Hauptsitz Mitte des 15. Jahrhunderts nach Rájec verlegte. Seit 1391 ist eine Feste nachweisbar. Unter der Herrschaft von Ctibor z Drnovic erfolgte 1526 der Umbau der Kapelle zur Kirche. Mit Jan z Drnovic starb das Geschlecht 1619 im Mannesstamme aus.
Das Rittergeschlecht der Piati, das von 1745 bis 1811 Drnowitz besaß und sich dann Piati z Drnovic nannte, stammt nicht von den Drnovicz ab. Über Antonia Dubský, geborene Piati z Drnovic ging der Besitz 1811 an die Dubský auf Schloss Lysice über. 1843 errichtete Emanuel Udalrich Graf Dubský eine Fabrik für Kleineisenwaren, die Nägel, Niete, Schrauben und Haken produzierte.
Nach der Ablösung der Patrimonialherrschaften wurde Drnovice 1850 zu einer eigenständigen Gemeinde. Im Mai 1945 verließ Graf Albrecht Dubský das Land und sein Grundbesitz wurde ebenso wie die Fabrik als deutscher Besitz enteignet. In die Metallwarenfabrik zog 1953 die Firma Tylex Letovice, die 1965 ihre Produktion von Klöppelspitzen hierher verlagerte und alleiniger Hersteller in der Tschechoslowakei war.
Das Gut wurde bis 1989 von der Jednotné zemědělské družstvo (JZD) Lysice genutzt und hernach zu Wohnzwecken an mehrere Einwohner verkauft. Nach der samtenen Revolution wurde die Produktion der Klöppelspitzenfabrik reduziert und im Jahre 2002 der Betrieb an die Firma TOPAK verkauft, die die Herstellung von Spitzen, Bändern und Borten fortführt.

## Sehenswürdigkeiten
- Die Kirche der Hl. Dreifaltigkeit wurde 1526 an Stelle einer Kapelle aus dem 13. Jahrhundert errichtet. In den Jahren 1833 bis 1838 wurde sie umgebaut und im Jahre 2000 saniert.